# Marathousa (Arcadia)
Marathousa  este un oraș în Grecia în Prefectura Arcadia.